# Usowka (obwód omski)
Usowka (ros. Усовка) – wieś (dieriewnia) w Rosji, w obwodzie omskim, w rejonie marjanowskim. W 2010 liczyła 827 mieszkańców.